# Emoação
Emoação é um neologismo que une as palavras emoção e ação, representando a manifestação do movimento impulsionado pelo sentir. É a ideia de que toda emoção é também impulso de transformação, conectando corpo, mente e mundo em um fluxo dinâmico entre o sentir e o agir. No estudo de Andrade Neta & Martins (2023), participantes de investigações em ensino de línguas relataram benefícios cognitivos e afetivos — autosuperação de medos, resgate de vínculos positivos com a língua e aumento da autoconfiança — diretamente associados ao ato de refletir e expressar suas emoções. Reconhecer a EmoAção contribui para valorizar o componente sistêmico e formativo do compartilhamento afetivo em contextos acadêmicos e educativos. As emoções são fenômenos complexos que articulam componentes fisiológicos, cognitivos e sociais. Elas não são apenas reações internas a estímulos externos, mas modos de estar e agir no mundo. Diversas áreas do conhecimento contribuem para a compreensão das emoções, cada uma a partir de suas perspectivas epistemológicas e metodológicas.

## Definição e conceito
O conceito de EmoAção parte do princípio de que a emoção, mais do que um estado interno, é também um impulso de transformação. Ela conecta corpo, mente e mundo em um fluxo dinâmico entre o sentir e o agir. EmoAção entende a emoção como um verbo — algo que acontece, move, expressa e cria. Como tal, ela não está dissociada da ação, mas é condição e consequência dela, manifestando-se em posturas, gestos, entonações e decisões. Essa perspectiva se ancora em estudos interdisciplinares sobre emoção, ação e linguagem. Para Maturana (1997), cada emoção configura um domínio de ações possíveis, restringindo ou ampliando o que um sujeito pode realizar naquele momento. Frijda (1986, 1995) propõe o conceito de "estado de prontidão para a ação" (action readiness), segundo o qual toda emoção mobiliza o organismo para uma resposta concreta ao ambiente. Na prática educativa e na pesquisa qualitativa, esse conceito tem sido explorado por autoras como Andrade Neta e Martins (2023), que observaram como participantes, ao compartilharem emoções durante entrevistas, revelavam movimentos corporais, alterações vocais e gestos, indicando a inseparabilidade entre sentir e agir. Assim, a EmoAção não é apenas uma metáfora, mas uma noção ancorada em aportes teóricos interdisciplinares que reconhecem a inseparabilidade entre emoção e movimento, pensamento e corpo, expressão e transformação.

## Etimologia
Emoação: Substantivo feminino. Formado pela aglutinação dos radicais de "emoção" (do latim emotio, "impulso, movimento") e "ação" (do latim actio, "ato, execução"). Conceito que expressa a indissociabilidade entre sentir e agir.

## Características principais
- Impulso Transformador: A EmoAção mostra que a emoção, ao emergir, gera energia para agir — seja num gesto, numa fala ou numa decisão.

- Exteriorização Corporal: Conforme descrito em Andrade Neta, toda emoção se mostra em “pistas” não verbais (postura, expressão facial, entonação), revelando o movimento do afeto para fora do corpo.

- Retroalimentação Sentir–Agir: A experiência afetiva não termina na expressão: o ato de compartilhar emoções reforça o próprio sentir, facilitando ressignificações e superações de bloqueios.

## Exemplos de uso
1. O silêncio da aluna após a crítica do professor foi uma clara manifestação de EmoAção: sua emoção se traduziu em retraimento.
2. A EmoAção pode ser observada quando um estudante, ao se sentir acolhido, se arrisca mais a participar oralmente em sala de aula.
3. Na análise dos dados, os pesquisadores identificaram a EmoAção como um marcador de engajamento ou resistência diante das práticas pedagógicas.

## No campo educacional
Na perspectiva da educação sistêmica e da cognição incorporada, a emoação é vista como um elemento central nos processos formativos. Ela evidencia que o aprender não se reduz à racionalidade, mas envolve o corpo, as emoções e o contexto relacional. Educadores e educandos aprendem e ensinam a partir da emoação — ou seja, daquilo que sentem e vivenciam em relação aos saberes, às práticas e aos outros.

## Conceitos relacionados
- Emoções para Autor, ano: “Uma emoção é uma sequência inferida de reações a um estímulo, e inclui avaliações cognitivas, mudanças subjetivas, ativação autonômica e neural, impulsos para a ação, e conduta desenhada para ter um efeito sobre o estímulo que deu início à complexa sequência. [...] Essas reações são adaptativas na luta que todos os organismos mantêm para sobreviver. [...]” (1988, p. 137, tradução nossa)
- Emoções para Autor, ano: “As emoções são reações complexas nas quais a mente e o corpo estão misturados. Essas reações compreendem: um estado mental subjetivo, como o sentimento de raiva, ansiedade ou amor; um impulso para agir, como fugir ou atacar, expresso abertamente ou não, e mudanças corporais profundas, como uma frequência cardíaca mais acelerada ou uma pressão arterial mais alta. Algumas dessas mudanças corporais preparam e sustentam as ações de enfrentamento e outras, como posturas, gestos e expressões faciais, comunicam aos outros o que sentimos, ou o que queremos que pensem que sentimos.” (2000, p. 195-196, tradução nossa).
- Emoções para autor, ano:[...] podemos em geral defini-las por percepções, ou sentimentos, ou emoções da alma, que referimos particularmente a ela, e que são causadas, mantidas e fortalecidas por algum movimento dos espíritos. [...] Podemos chamá-las percepções quando nos servimos em geral desse termo para significar todos os pensamentos que não constituem ações da alma ou vontades, mas não quando o empregamos apenas para significar conhecimentos evidentes; pois a experiência mostra que os mais agitados por suas [emoções] não são aqueles que melhor as conhecem, e que elas pertencem ao rol  das percepções que a estreita aliança entre a alma e o corpo torna confusas e obscuras. Podemos também chamá-las sentimentos, porque são recebidas na alma do mesmo modo que os objetos dos sentidos exteriores, e não são de outra maneira conhecidos por ela; mas podemos chamá-las melhor ainda emoções da alma, não só porque esse nome pode ser atribuído a todas as mudanças que nela sobrevêm, isto é, a todos os diversos pensamentos que lhe ocorrem, mas particularmente porque, de todas as espécies de pensamentos que ela pode ter, não há outros que a agitem e a abalem tão fortemente como essas paixões.” (2017, p. 119)
- Emoções para Autor, ano: “As emoções nascem de uma avaliação mais ou menos lúcida de um acontecimento presenciado por um ator provido de sensibilidade própria. Elas são pensamentos em ação dispostas num sistema de sentidos e de valores. Enraizadas numa cultura afetiva, elas também se exprimem mediante uma linguagem gestual e de mímica, que pode, em princípio, ser reconhecida (a menos que o indivíduo dissimule seu estado afetivo) pelos integrantes de seu meio social. [...] É uma atividade de conhecimento, uma construção social e cultural, a qual se torna um fato pessoal mediante o estilo particular do indivíduo.”(2019, p. 12)